# 鳥居清満 (2代目)
二代目 鳥居清満（にだいめ とりい きよみつ、天明7年〈1787年〉 - 明治元年11月21日〈1869年1月3日〉）とは、江戸時代中後期の浮世絵師。鳥居派五代目当主。

## 来歴
初代鳥居清満の孫で鳥居清長の門人。幼名は庄之助、後に亀次郎。青龍軒、言唇窩と号す。作画期は文化4年（1807年）から 弘化のころにかけてで、寛政7年（1795年）9歳のとき、清長に入門し清峰（きよみね）と称した。このとき清長はすでに絵師として活動していた実子の鳥居清政に、鳥居家のなかで家督相続の問題が起こらないよう画業を捨てさせたという。文化3年（1806年）以降には草双紙の挿絵を手がけた。文化のころに描いた大判錦絵の美人画があるが、その画風は菊川英山風といわれている。文化12年（1815年）に清長が没すると二代目清満の名と鳥居家五代目当主を継ぎ、以後は版画の仕事から退き、鳥居家のお家芸である芝居看板絵や番付絵などを手がけた。肉筆美人画も残している。享年82。墓所は豊島区の染井墓地（法成寺）、法名は栄昌院清真日満信士。門人に実子の三代目鳥居清満、清国、清行、清安、鳥居清貞、清種、三代目鳥居清忠、清雅がいる。

## 作品

### 錦絵
- 「口紅をつける美人」 大判 ※文化ごろ
- 「東錦美人合」 大判揃物 ※文化ごろ
- 「青楼四季之詠」 大判揃物 ※文化ごろ
- 「風流五葉松」 大判揃物 ※文化ごろ、「七夕」など
- 「象引」 大々判　※古図の模写、文化ごろ。以上、「清峯」の落款
- 「双六をする金太郎」 大判 ※文化末ごろ、清満の落款

### 肉筆画
| 作品名                     | 技法     | 形状・員数 | 寸法（縦x横cm） | 所有者               | 年代      | 落款           | 印章                               | 備考 |
| -------------------------- | -------- | ---------- | --------------- | -------------------- | --------- | -------------- | ---------------------------------- | --- |
| 三人静白拍子図（大小舞図） | 板絵着色 | 絵馬1面    | 225.0x135.2     | 法明寺 (豊島区)      | 1850-55年 | 「鳥居清満筆」 | 印文不明朱文方印                   | 東京都指定文化財。措定名称は「三人静白拍子図」だが、実際は中村座の寿狂言「大小舞」を描いたもの。紋と書き入れから坂東しうか (初代)、しうかの養子・坂東玉三郎 (2代目)、しうかの実子・初代坂東吉彌だとわかる。 |
| 遊君立姿図                 | 絹本着色 |            |                 | ニューオータニ美術館 |           | 無款記         | 「鳥居」白文方印・印文不明朱文方印 | |
| 勧進帳・弁慶図             | 紙本着色 |            |                 | 出光美術館           |           |                |                                    | |
| 雪中傘さし美人             | 絹本着色 |            |                 | 光記念館             |           | 「清満筆」     | 「清」・「満」の白文連印           | 那須ロイヤル美術館（小針コレクション）旧蔵 |